# A PFG 2009-10
La temporada 2009-10 de la A PFG fue la 85.ª temporada de la A Profesionalna Futbolna Grupa. Comenzó el 7 de agosto de 2009 y terminó el 16 de mayo de 2010. El club Litex Lovech se consagró campeón del torneo, consiguiendo su tercer título en la liga profesional.

## Ascensos y descensos
| Pos. | Descendidos de A PFG 2008-09 |
| ---- | ---------------------------- |
| 14.º | Vihren                       |
| 15.º | Spartak Varna                |
| 16.º | Belasitsa Petrich            |

| Pos. | Ascendidos de B PFG 2008-09 |
| ---- | --------------------------- |
| 1.º  | Beroe (Este)                |
| 1.°  | Montana (Sur)               |
| Pro. | Sportist Svoge              |

## Sistema de competición
Los dieciséis equipos participantes jugaron entre sí todos contra todos dos veces totalizando 30 partidos cada uno, al término de la jornada 30 el primer clasificado obtuvo un cupo para la segunda ronda de la Liga de Campeones 2010-11, el segundo clasificado obtuvo un cupo para la tercera ronda de la Liga Europa 2010-11; y el tercer clasificado obtuvo un cupo para la segunda ronda de la Liga Europa 2010-11; por otro lado los tres últimos clasificados descendieron a la Segunda Liga de Bulgaria 2010-11.
Un tercer cupo para la tercera ronda de la Liga Europa 2010-11 fue asignado al campeón de la Copa de Bulgaria.

## Equipos participantes
| Equipo            | Ciudad       | Estadio              | Capacidad |
| ----------------- | ------------ | -------------------- | --------- |
| Beroe             | Stara Zagora | Estadio Beroe        | 17.800    |
| Botev Plovdiv     | Plovdiv      | Estadio Hristo Botev | 21.000    |
| Cherno More       | Varna        | Estadio Ticha        | 8.250     |
| Chernomorets      | Burgas       | Estadio Lazur        | 18.037    |
| CSKA Sofia        | Sofia        | Balgarska Armiya     | 22.015    |
| Levski Sofia      | Sofia        | Georgi Asparuhov     | 29.200    |
| Litex             | Lovech       | Estadio Lovech       | 7.050     |
| Lokomotiv Mezdra  | Mezdra       | Lokomotiv (Mezdra)   | 5.000     |
| Lokomotiv Plovdiv | Plovdiv      | Lokomotiv (Plovdiv)  | 13.800    |
| Lokomotiv Sofia   | Sofia        | Lokomotiv (Sofia)    | 22.000    |
| Minyor Pernik     | Pernik       | Minyor               | 12.000    |
| Montana           | Montana      | Ogosta               | 8.000     |
| Sliven 2000       | Sliven       | Hadzhi Dimitar       | 10.000    |
| Pirin             | Blagoevgrad  | Hristo Botev (Bgd)   | 7.500     |
| Slavia Sofia      | Sofia        | Ovcha Kupel          | 18.000    |
| Sportist Svoge    | Svoge        | Chavdar Cvetkov      | 3.500     |

## Tabla de posiciones
| Pos. | Equipo            | Pts. | PJ | G  | E  | P  | GF | GC | Dif. | Clasificación y descenso 2010–11      |
| ---- | ----------------- | ---- | -- | -- | -- | -- | -- | -- | ---- | ------------------------------------- |
| 1    | Litex (C)         | 70   | 30 | 22 | 4  | 4  | 59 | 19 | +40  | Segunda ronda de la Liga de Campeones |
| 2    | CSKA Sofia        | 58   | 30 | 16 | 10 | 4  | 51 | 25 | +26  | Tercera ronda de la Liga Europa       |
| 3    | Levski Sofia      | 57   | 30 | 17 | 6  | 7  | 57 | 26 | +31  | Segunda ronda de la Liga Europa       |
| 4    | Lokomotiv Sofia   | 52   | 30 | 15 | 7  | 8  | 47 | 33 | +14  |                                       |
| 5    | Chernomorets      | 51   | 30 | 15 | 6  | 9  | 44 | 29 | +15  |                                       |
| 6    | Slavia Sofia      | 50   | 30 | 14 | 8  | 8  | 34 | 28 | +6   |                                       |
| 7    | Cherno More       | 48   | 30 | 13 | 9  | 8  | 40 | 28 | +12  |                                       |
| 8    | Minyor Pernik     | 45   | 30 | 13 | 6  | 11 | 38 | 26 | +12  |                                       |
| 9    | Pirin             | 43   | 30 | 11 | 10 | 9  | 34 | 32 | +2   |                                       |
| 10   | Beroe             | 38   | 30 | 10 | 8  | 12 | 30 | 36 | −6   | Tercera ronda de la Liga Europa       |
| 11   | Montana           | 36   | 30 | 9  | 9  | 12 | 30 | 37 | −7   |                                       |
| 12   | Lokomotiv Plovdiv | 33   | 30 | 9  | 6  | 15 | 36 | 52 | −16  |                                       |
| 13   | Sliven 2000       | 32   | 30 | 9  | 5  | 16 | 29 | 40 | −11  |                                       |
| 14   | Lokomotiv Mezdra  | 27   | 30 | 7  | 6  | 17 | 30 | 48 | −18  | Descenso a B PFG 2010-11              |
| 15   | Sportist Svoge    | 19   | 30 | 5  | 4  | 21 | 23 | 59 | −36  | Descenso a B PFG 2010-11              |
| 16   | Botev Plovdiv     | 1    | 30 | 1  | 4  | 25 | 12 | 78 | −66  | Descenso a B PFG 2010-11              |

Actualizado a los partidos jugados el 16 de mayo de 2010.
 Fuente: Soccerway
Notas:
1. ↑  Tras ganar la Copa de Bulgaria 2009-10, el Beroe obtuvo un cupo para la Tercera ronda de la Liga Europa 2010-11
2. ↑  Botev Plovdiv fue expulsado de la liga durante el parón de invierno, ya que fueron incapaces de cumplir los criterios necesarios para continuar la temporada, y se le dedujeron seis puntos por irregularidades administrativas. Todos sus partidos restantes se les fueron dados como derrotas por 3-0.[1]

## Goleadores
| Pos. | Jugador          | Club             | Goles |
| ---- | ---------------- | ---------------- | ----- |
| 1    | Wilfried Niflore | Litex Lovech     | 19    |
| 2    | Martin Kamburov  | Lokomotiv Sofia  | 16    |
| 3    | Ismail Isa       | Lokomotiv Mezdra | 11    |
| 3    | Junior           | Slavia Sofia     | 11    |
| 3    | Georgi Andonov   | Beroe            | 11    |